# Royal Geographical Society
The Royal Geographical Society (Kungliga Geografiska Sällskapet) grundades i London 1830 under namnet Geographical Society of London for the advancement of geographical science, med stöd av kung Vilhelm IV. 
Några välkända upptäcktsresande och expeditioner som har sänts av sällskapet är:
- Charles Darwin
- David Livingstone
- Robert Falcon Scott
- Richard Francis Burton
- John Hanning Speke
- Henry Morton Stanley
- Ernest Shackleton
- Sir Edmund Hillary
- Alexander Keith Johnston den yngre

Idag är sällskapet fortfarande det förnämsta av alla geografiska sällskap.